# Serano Seymor
Serano Seymor (Vlaardingen, 4 gennaio 2002) è un calciatore olandese, difensore dell'Excelsior.

## Carriera
Cresciuto nel settore giovanile dell'Excelsior, ha esordito in prima squadra il 6 agosto 2021, in occasione dell'incontro di Eerste Divisie perso 0-1 contro il TOP Oss. Il 10 settembre 2022 ha segnato il suo primo gol con la squadra, nell'incontro di Eredivisie vinto per 2-1 contro l'Emmen.

## Statistiche

### Presenze e reti nei club
Statistiche aggiornate al 2 ottobre 2022.
| Stagione        | Squadra         | Campionato      | Campionato | Campionato | Coppe nazionali | Coppe nazionali | Coppe nazionali | Coppe continentali | Coppe continentali | Coppe continentali | Altre coppe | Altre coppe | Altre coppe | Totale | Totale |
| Stagione        | Squadra         | Comp            | Pres       | Reti       | Comp            | Pres            | Reti            | Comp               | Pres               | Reti               | Comp        | Pres        | Reti        | Pres   | Reti   |
| --------------- | --------------- | --------------- | ---------- | ---------- | --------------- | --------------- | --------------- | ------------------ | ------------------ | ------------------ | ----------- | ----------- | ----------- | ------ | ------ |
| 2021-2022       | Excelsior       | 1D              | 6          | 0          | CO              | 0               | 0               |                    | -                  | -                  |             | -           | -           | 6      | 0      |
| 2022-2023       | Excelsior       | ED              | 4          | 1          | CO              | 0               | 0               |                    | -                  | -                  |             | -           | -           | 4      | 1      |
| Totale carriera | Totale carriera | Totale carriera | 10         | 1          |                 | 0               | 0               |                    | -                  | -                  |             | -           | -           | 10     | 1      |